# آتش در نیستان (فیلم)
آتش در نیستان با نام قبلی سومین روز پس از مرگ فیلمی به کارگردانی پرویز شیخ طادی و نویسندگی حجت قاسم‌زاده اصل محصول سال ۱۳۸۵ است.

## خلاصه داستان
در خلاصه داستان فیلم آمده‌است: «زن و شوهری با مرگ نوزادشان دچار بحران روحی می‌شوند…»

## بازیگران
- خسرو شکیبایی (در نقش موسی)
- سپیده گلچین (در نقش صبا)
- فلور نظری